# Corimbion vulgare
Corimbion vulgare är en skalbaggsart som beskrevs av Martins 1970. Corimbion vulgare ingår i släktet Corimbion och familjen långhorningar. Inga underarter finns listade i Catalogue of Life.